# Choreonematoideae
Choreonematoideae Woelkerling, 1987  é o nome botânico de uma subfamília de algas vermelhas pluricelulares da família Hapalidiaceae.

## Gêneros
- Choreonema, Endosiphonia.